# أبو عبد الله البوعبدلي
أبو عبد الله البوعبدلي عالم سنة جزائري من مواليد 1868 م بهنين ولاية تلمسان من أحفاد سيد بوعبد الله المغوفل لديه العديد من المؤلفات العلمية في المجال الديني مما أدى لإشتهاره في الجزائر وله ولدان عالمان وهما المهدي البوعبدلي وعياض البوعبدلي توفي عام 1952 ببطيوة ولاية وهران 

## حياته

### نسبه
هو  بوعبدالله بن عبد القادر بن محمد بن الجَيْلانيّ بن الموهوب سليل سيدي بوعبد الله المغوفل دفين واد ارهيو

### تعليمه
لقى القراءة والكتابة في قريته التي ترعرع فيها (سْوِيدِيَّنْ)، وقرية أولاد البُوعْنَاِنـي (دشرة الحَمْرَة) وبها حفظ القرآن الكريم على يد الفقيه الشيخ المختار البُوعنَاني. وفي قرى وَلْهَاصَة. والساحل (سْوَاحْلِيَا) وفي مدينة تلمسان ومدينة مستغانم وناحية (بني ازْنَاسَنْ) المغرب الشرقي. المملكة المغربية.

## شيوخه
- أخذ القرآن والعلم عن أبيه.
- المختار البوعناني بقرية أولاد البوعناني المعروفة باسم (الحَمْرَة).
- لخضر الخبشي.
- شعيب بن علي قاضي الجماعة (تلمسان).
- محمد الحرشاوي الندرومي.
- بن يلس.
- قدور بن سليمان بمستغانم.

## إرثه العلمي
1. تاريخ الأنبياء المختصر. (مطبوع)
2. تاريخ الأنبياء المطول.
3. مقصورة الحسن والبهاء، منظومة في الفرائض، نظمها عام 1325هـ
4. شرح مقصورة الحسن والبهاء.
5. حزب بشائر المريد. (مطبوع)
6. ورد الطريقة البوعبدلية.(مطبوع)
7. سمير السهران في أخبار الجزائر ووهران.
8. الدستور الجزائري كيف يكون من الكتاب والسنّة.
9. ديوان شعر كله في الروحيات.
10. بعض المسائل النحوية والصرفية"[100]" والعروضية واللغوية.
11. رسم الألف التي تكون آخر الكلمة (منظومة)
12. فتاوى دينية مختلفة.
13. الكتابة على القبور. (مطبوع)
14. طريق القوم.(مطبوع)
15. العظيم في الذكر.
16. رسائل عدة في التربية والسلوك في شتى الموضوعات.[3]

## تلامذته
- الشيخ محمد
- الشيخ المهدي
- نصر الله
- الشيخ عبد البرّ
- الشيخ عياض
- الشيخ أمحمّد بن داود المسيفي الجبلي الندرومي الأمين والحافظ لتراث الشيخ أبي عبد الله البوعبدلي
- الشيخ عليش ـ رحمه الله ـ
- الشيخ عبد الله النجاري